# John Fowler
Sir John Fowler, 1r Baronet KCMG (15 de juliol de 1817 - 10 de novembre de 1898) fou un enginyer ferroviari a la Gran Bretanya victoriana. Va ajudar a construir el primer metro a Londres el Metropolitan a la dècada del 1860, una línia subterrània de poca profunditat construïda mitjançant el mètode de cut-and-cover ("tallar i cobrir"). La seva millor fita va ser el Forth railway bridge, un pont ferroviari construït a la dècada del 1880.